# Viola Reggio Calabria 1999-2000
Rosa della Viola Reggio Calabria per la stagione 1999-2000 di Serie A1.
Piazzamento finale: 7º posto, eliminata ai quarti di finale dalla Virtus Bologna.
Sponsor: nessuno.
| Numero | Nome                              | Nazionalità                                    | Ruolo      | Nascita |
| ------ | --------------------------------- | ---------------------------------------------- | ---------- | ------- |
| 4      | Franco Binotto                    | Italia (bandiera)                              | guardia    | 1970    |
| 5      | Alessandro Santoro                | Italia (bandiera)                              | playmaker  | 1965    |
| 7      | Sebastiano Grasso                 | Italia (bandiera)                              | guardia    | 1978    |
| 10     | Emanuel Ginóbili                  | Argentina (bandiera) · Italia (bandiera)       | ala        | 1977    |
| 11     | Cristiano Grappasonni             | Italia (bandiera)                              | ala-centro | 1972    |
| 6      | Alejandro Montecchia              | Argentina (bandiera) · Italia (bandiera)       | playmaker  | 1972    |
| 9      | Brian Shorter                     | Stati Uniti (bandiera) · Italia (bandiera)     | ala-centro | 1968    |
| 12     | Marc M'Bahia                      | Costa d'Avorio (bandiera) · Francia (bandiera) | ala-centro | 1969    |
| 14     | Andrea Blasi                      | Italia (bandiera)                              | playmaker  | 1965    |
| 15     | Kevin Thompson                    | Stati Uniti (bandiera)                         | centro     | 1971    |
| 7      | Brian Oliver (fino al 24/03/2000) | Stati Uniti (bandiera)                         | guardia    | 1968    |
| All.   | Gaetano Gebbia                    | Italia (bandiera)                              | -          | 1957    |